# Азербайджано-египетские отношения
Азербайджано-египетские отношения — двусторонние отношения между Азербайджанской Республикой и Ара́бской Респу́бликой Еги́пет.

## Дипломатические отношения
Египет признал независимость Азербайджана 26 декабря 1991 года. Дипломатические отношения были установлены 27 марта 1992 года.
Посольство Египта в Азербайджане действует с апреля 1993 года. Посольство Азербайджана в Египте действует с января 1994 года.
Страны являются участниками Организации исламского сотрудничества.
Между сторонами подписано более 50 документов.
В Парламенте Азербайджана действует двусторонняя межпарламентская рабочая группа. Руководитель группы - Джейхун Мамедов.
3 октября 2002 года создана межправительственная комиссия по экономическому, техническому и научному сотрудничеству.

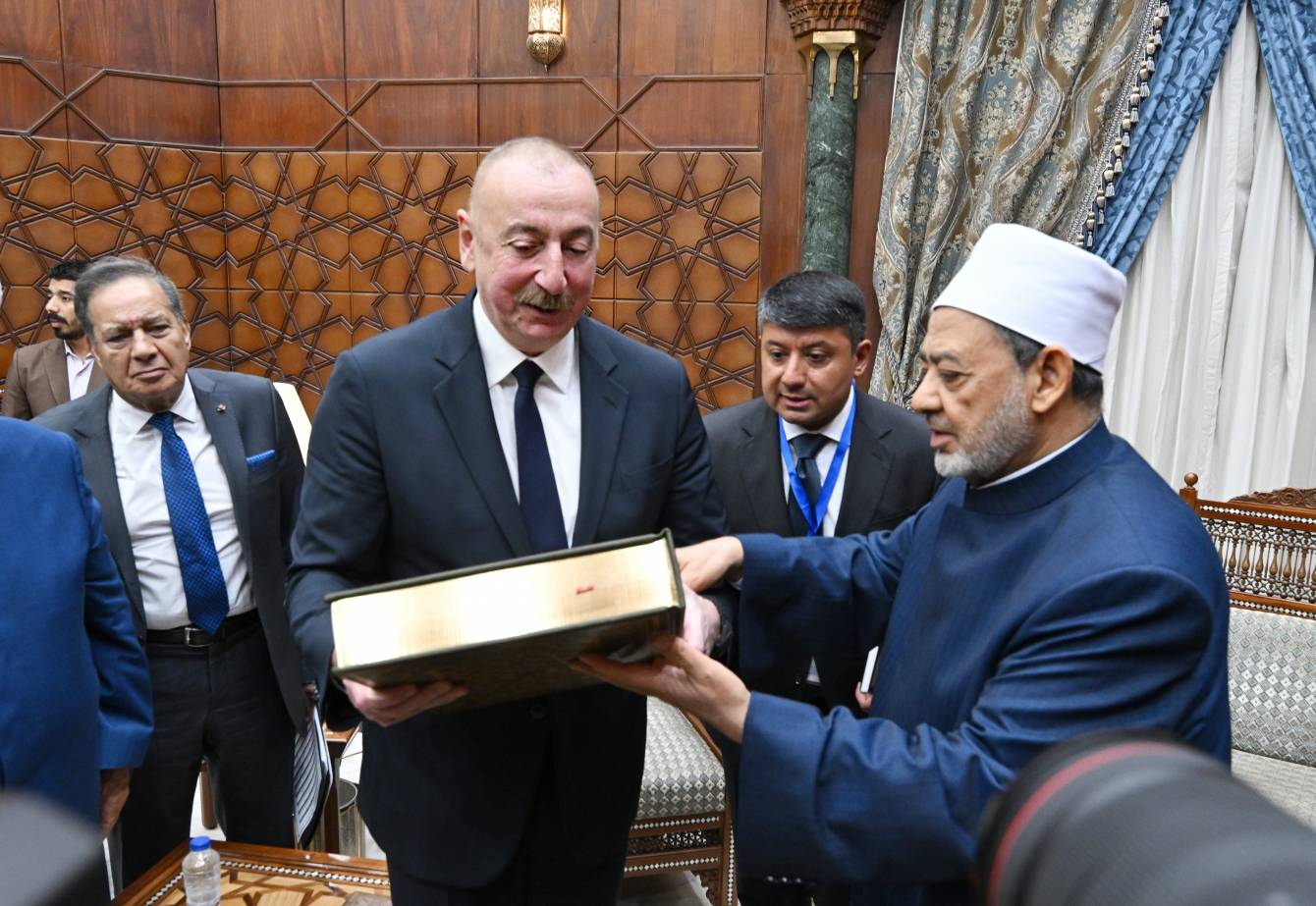
Ильхам Алиев и шейх Аль-Азхара Ахмед Мухаммад Ат-Тайеб

7 - 8 июня 2024 года президент Азербайджана Ильхам Алиев и делегация в составе министра иностранных дел Азербайджана Джейхуна Байрамова, министра экономики Азербайджана Микаила Джаббарова, министра цифрового развития и транспорта Азербайджана Рашада Набиева совершили официальный визит в Египет. Подписаны меморандумы о взаимопонимании по сотрудничеству в области молодежи и спорта, сотрудничестве между Исполнительной властью города Баку и Губернаторством Каир, по сотрудничеству в области электричества и возобновляемой энергетики, совместный план действий на 2024-2025 годы между Агентством по поощрению экспорта и инвестиций Азербайджана и Главным управлением инвестиций и свободных зон Египта, по сотрудничеству в сфере информационных и коммуникационных технологий. Президент Азербайджана провёл встречу с шейхом Аль-Азхара, верховным имамом Ахмедом Мухаммадом Ат-Тайебом.

## В области экономики
7 апреля 1994 года подписано Соглашение об экономическом и научно-техническом сотрудничестве.
25 февраля 2022 года в рамках 5 заседания межправительственной комиссии создан Азербайджано-египетский деловой совет.

### Товарооборот (тыс. долл)
| Год  | Экспорт Азербайджана | Импорт Азербайджана | Сумма товарооборота |
| ---- | -------------------- | ------------------- | ------------------- |
| 2020 | 624,88               | 7 167,60            | 7 792,48            |
| 2021 | 33 200,48            | 9 253,30            | 42 453,78           |
| 2022 | 2 554,29             | 13 638,46           | 16 192,75           |
| 2023 | 1 000,81             | 12 599,83           | 13 600,64           |
| 2024 | 5 018,80             | 40 625,46           | 45 644,26           |

## В области культуры
С 6 по 13 ноября 2005 года в Египте и с 20 по 28 ноября 2006 года в Азербайджане прошли дни культуры Азербайджана и Египта.
В Азербайджане действует Египетский центр культуры и образования.